# 김재우 (축구 선수)
김재우(金載雨, 1998년 2월 6일 ~ )는 대한민국의 축구 선수로 현재 제주 SK에서 센터백, 센터포워드, 오른쪽 풀백으로 활동 중이다.

## 초기 생애
경기도 안산시 상록구 성포동에서 태어나 안산광덕초등학교 4학년 때부터 축구를 시작했고 그 뒤 이천대월중학교로 진학했으나 주전 경쟁에서 밀려나면서 안산원곡중학교로 전학을 가기도 했다.
그리고 영등포공업고등학교로 진학한 후 190cm의 큰 키에도 불구하고 100m를 11초에 주파할 정도의 빠른 발을 바탕으로 고교 축구 리그 최우수 선수상과 금강대기 최우수 선수상을 휩쓰는 기염을 토했다.

## 구단 경력

### SV 호른
고등학교 3학년 때인 2016년 일본의 축구 전설 혼다 게이스케가 구단주로 운영 중인 오스트리아 2. 리가의 SV 호른에 입단한 뒤 1년반동안 공식전 24경기를 소화했다.

### 부천 FC 1995
2018 시즌을 앞두고 겨울 이적 시장을 통해 K리그2의 부천 FC 1995로 이적한 후 2018 시즌에는 리그 1경기 출전에 그쳤지만 그 다음해인 2019 시즌에서는 25경기 4개의 공격포인트(1골·3어시스트)를 작성하며 3년만의 K리그2 포스트시즌 진출을 이끌었다.

### 대구 FC
2019 시즌을 마친 뒤 대구 FC 이적을 통해 프로 데뷔 이후 처음으로 K리그1 무대를 밟았고 이후 2021 시즌까지 공식전 35경기를 소화하며 2021 시즌 3위라는 대구 FC 구단 역사상 K리그1 역대 최고 성적 및 2회 연속 AFC 챔피언스리그 진출 그리고 2021년 FA컵 준우승 등에 일조했다.

### 대전 하나 시티즌1기
2021 시즌 종료 후 K리그2의 대전 하나 시티즌과 입단 계약을 체결한 뒤 2022 시즌 공식전 17경기를 소화하며 대전의 K리그2 준우승 및 8년만의 K리그1 복귀에 일조했다.

### 김천 상무
2023 시즌을 앞두고 김천 상무에 입대한 뒤 1년 6개월간의 군 복무 기간동안 38경기 3개의 공격포인트(1골·2어시스트)를 작성하며 김천의 통산 4번째 K리그2 우승 및 2년만의 K리그1 승격을 이끌었다.

### 대전 하나 시티즌 2기
1년 6개월간의 군 복무를 마친 후 대전 하나 시티즌으로 복귀하여 4경기 1골을 기록하며 팀의 K리그1 잔류에 조금이나마 힘을 보탰으나 2025 시즌을 앞두고 하창래, 임종은 등의 거물급 센터백의 영입으로 설 자리를 잃으면서 결국 대전과의 계약을 종료했다.

### 제주 SK
2025 시즌을 앞둔 2025년 1월 17일 대전을 떠나 제주 SK와 입단 계약을 체결했다는 소식이 발표되었다.

## 국가대표팀 경력

### 대한민국 U-23 대표팀
2019년 9월 대한민국 U-23 대표팀에 처음으로 소집된 이후 1달 뒤 U-23 대표팀에서의 첫 경기인 우즈베키스탄과의 친선 경기에서 동점골을 기록하며 팀의 3-1 역전승에 발판을 마련했다.
그리고 2020년 하계 올림픽 아시아 지역 예선격인 2020년 AFC U-23 챔피언십 본선 엔트리에 합류하여 팀의 첫 U-23 아시안컵 우승 및 1988년 대회 이후 9회 연속 올림픽 본선 진출이라는 대업에 한몫을 해냈다.
그 후 2020년 하계 올림픽 본선 엔트리에도 합류하여 루마니아와의 B조 조별리그 2차전에서 후반 45분 교체 투입을 통해 생애 첫 올림픽 그라운드를 밟는 등 2경기에 교체 멤버로 출전하여 3회 연속 올림픽 8강 진출에 일조했으나 팀은 8강에서 북중미 최강팀인 멕시코에 3-6으로 완패하며 9년만의 올림픽 4강 문턱에서 주저앉았다.

## 대회 성적

### 클럽
부천 FC 1995
- K리그2 : 4위 (2019)

대구 FC
- K리그1 : 3위 (2021)
- 코리아컵 : 준우승 (2021)

대전 하나 시티즌
- K리그2 : 준우승 (2022)

김천 상무
- K리그2 : 우승 (2023)

### 국가대표팀
대한민국 U-23
- AFC U-23 아시안컵 : 우승 (2020)